# Abbazia di Serena
L’abbazia di Santa Maria a Serena, in stato di rudere, è stata un'antica abbazia della Val di Merse, nel comune di Chiusdino, citata per la prima volta in un documento del 1004 (anche se è implicito che ci sia stata una frequentazione altomedievale), quando il castello di Serena viene donato da Gherardo e Willa, dei Gherardeschi, all'abbazia benedettina, eretta per loro volontà all'interno delle sue mura. 
I Gherardeschi marcano la volontà precisa di porre la nascente abbazia come fulcro della loro politica, dotandola di tutto il loro patrimonio, consistente in 18 castelli e 9 chiese, dislocate fra la Toscana occidentale e meridionale. L’abbazia, come altre fondazioni monastiche promosse nei primi anni del Mille, viene ad assumere il ruolo di status symbol, per legittimare la casata e stabilire un vincolo a garanzia della compattezza della famiglia e dell’integrità del patrimonio.
I ruderi collocati nella parte sommitale sono pertinenti ad un edificio rettangolare di 15,5 m x 9 m, orientato sud-ovest/nord-est, con muri perimetrali di circa 90 cm di spessore.
Gli elevati sono rivestiti con blocchi di travertino squadrati, con modalità simile al filaretto romanico.